# Col de Lizarrieta
Col de Lizarrieta este o arie protejată (arie de protecție specială avifaunistică — SPA) din Franța întinsă pe o suprafață de 1.366 ha, integral pe uscat.

## Localizare
Centrul sitului Col de Lizarrieta este situat la coordonatele 43°16′00″N 1°35′43″W / 43.26679°N 1.59541°V.

## Înființare
Situl Col de Lizarrieta a fost declarat arie de protecție specială avifaunistică în baza directivei 79/409 din 1979 referitoare la conservarea păsărilor sălbatice pentru a proteja 37 de specii de animale.

## Biodiversitate
Situată în ecoregiunea atlantică, aria protejată nu include niciun habitat protejat.
La baza desemnării sitului se află mai multe specii protejate de  păsări (37): pescăruș albastru (Alcedo atthis), gâscă cenușie (Anser anser), acvilă de munte (Aquila chrysaetos), stârc roșu (Ardea purpurea), buha (Bubo bubo), caprimulg (Caprimulgus europaeus), Charadrius morinellus, barză albă (Ciconia ciconia), barză neagră (Ciconia nigra), șerpar (Circaetus gallicus), erete de stuf (Circus aeruginosus), erete vânăt (Circus cyaneus), erete cenușiu (Circus pygargus), porumbel de scorbură (Columba oenas), porumbel gulerat (Columba palumbus), ciocănitoare cu spate alb (Dendrocopos leucotos), ciocănitoare neagră (Dryocopus martius), egretă mică (Egretta garzetta), șoim de iarnă (Falco columbarius), șoim călător (Falco peregrinus), becațină comună (Gallinago gallinago), cocor (Grus grus), zăgan (Gypaetus barbatus), vulturul pleșuv sur (Gyps fulvus), codalb (Haliaeetus albicilla), acvilă pitică (Hieraaetus pennatus), ciocârlie de pădure (Lullula arborea), gaia neagră (Milvus migrans), gaia roșie (Milvus milvus), vultur egiptean (Neophron percnopterus), vultur pescar (Pandion haliaetus), viespar (Pernis apivorus), cormoran mare (Phalacrocorax carbo), Ptyonoprogne rupestris, Pyrrhocorax pyrrhocorax, silvie de tufiș (Sylvia undata), nagâț (Vanellus vanellus)
Pe lângă speciile protejate, pe teritoriul sitului au mai fost identificate 12 specii de păsări.